# أرنولد شو (كاتب)
أرنولد شو (بالإنجليزية: Arnold Shaw)‏ هو منفذ ‏ وملحن وكاتب أمريكي، ولد في 1909، وتوفي في 1989.

## وصلات خارجية
- أرنولد شو على موقع ميوزك برينز (الإنجليزية)
- أرنولد شو على موقع ديسكوغز (الإنجليزية)